# 张村站
张村站是青岛地铁4号线与蓝谷快线的地铁车站，是一个换乘站，位于中华人民共和国山东省青岛市崂山区枣山东路与松岭路交叉口，蓝谷快线车站于2018年4月23日开通，4号线车站于2022年12月26日开通。

## 车站结构
张村站位于枣山东路与松岭路交叉口，其中4号线车站沿枣山东路设置，呈东西走向，为地下三层岛式站台车站，车站长518.5米，标准段宽21.9米，车站地下一层为设备层，地下二层为站厅层，地下三层为站台层，站台设置全高站台门，车站东侧设有两条存车线。蓝谷快线车站沿松岭路路西设置，呈南北走向，为高架两层侧式站台车站，车站长108米，宽24.2米，车站地面为站厅层，地上二层为站台层，站台设置半高站台门，车站南侧设有一条单渡线。两线采用通道换乘形式，换乘通道连接4号线西站厅北侧与蓝谷快线站厅西南侧，为青岛地铁系统首个高架与地下换乘车站。
| 側式 · 開右邊车门 |  |                              |
|                   |  | 蓝谷快线往钱谷山（枯桃）     |
|                   |  | 蓝谷快线往苗岭路（青岛科大） |
| 側式 · 開右邊车门 |  |                              |

|                   |  | 4号线往人民会堂（科苑经七路） |
| 島式 · 開左邊车门 |  |                               |
|                   |  | 4号线往大河东（彭家庄）       |

## 出入口
张村站目前开放4个出入口，其中A出入口连通11号线站厅，B、D、E出入口连通4号线站厅，各出口及周围设施如下所示：
| 编号                | 指示                                 | 建议前往的目的地  | 图片              |
| 连通 蓝谷快线站厅   | 连通 蓝谷快线站厅                    | 连通 蓝谷快线站厅 | 连通 蓝谷快线站厅 |
| ------------------- | ------------------------------------ | ----------------- | ----------------- |
| A · 出口 · （设有） | 松岭路(西)，枣山东路(北)             |                   |                   |
| 连通 4号线站厅      |                                      |                   |                   |
| B · 出口            | 枣山东路(北)，松岭路(东)             |                   |                   |
| D · 出口            | 松岭路(西)，枣山东路(南)             |                   |                   |
| E · 出口 · （设有） | 松岭路(西)，枣山东路(北)，金龙路(东) |                   |                   |
| 图例： 设有 \| 设有 |                                      |                   |                   |

## 接驳交通

### 公交车
- 张村东：381路，382路，641路，临2路

## 车站历史
本站工程名为枣山东路站，公示站名为张村河站，正式站名为张村站，以车站所处的张村社区命名。
- 2018年4月23日，蓝谷快线（时称11号线）车站开通[1]。
- 2021年5月24日，4号线车站主体结构封顶[3]。
- 2022年12月26日，4号线通车，车站成为换乘车站[2]。

## 图集

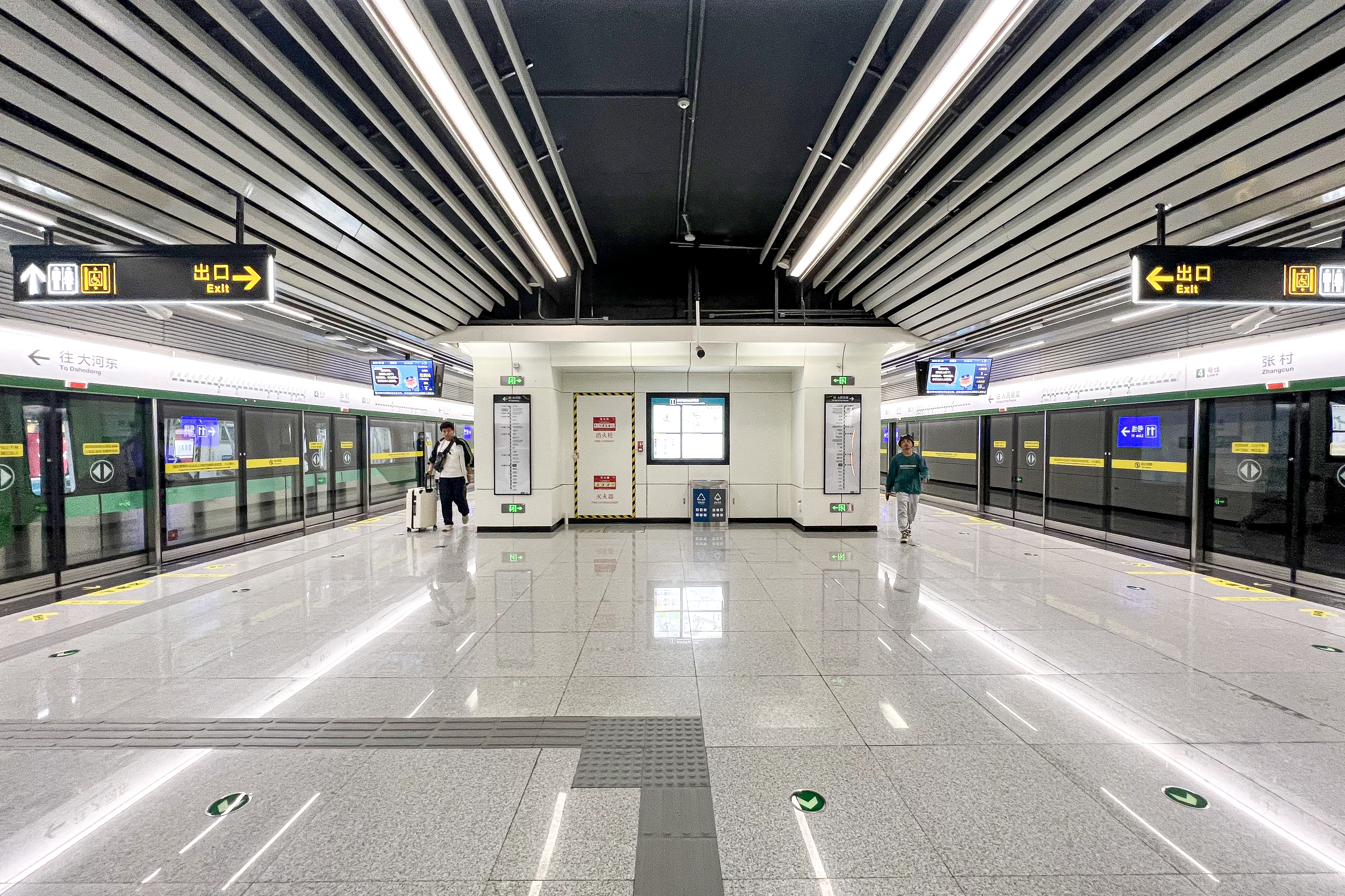
4号线站台
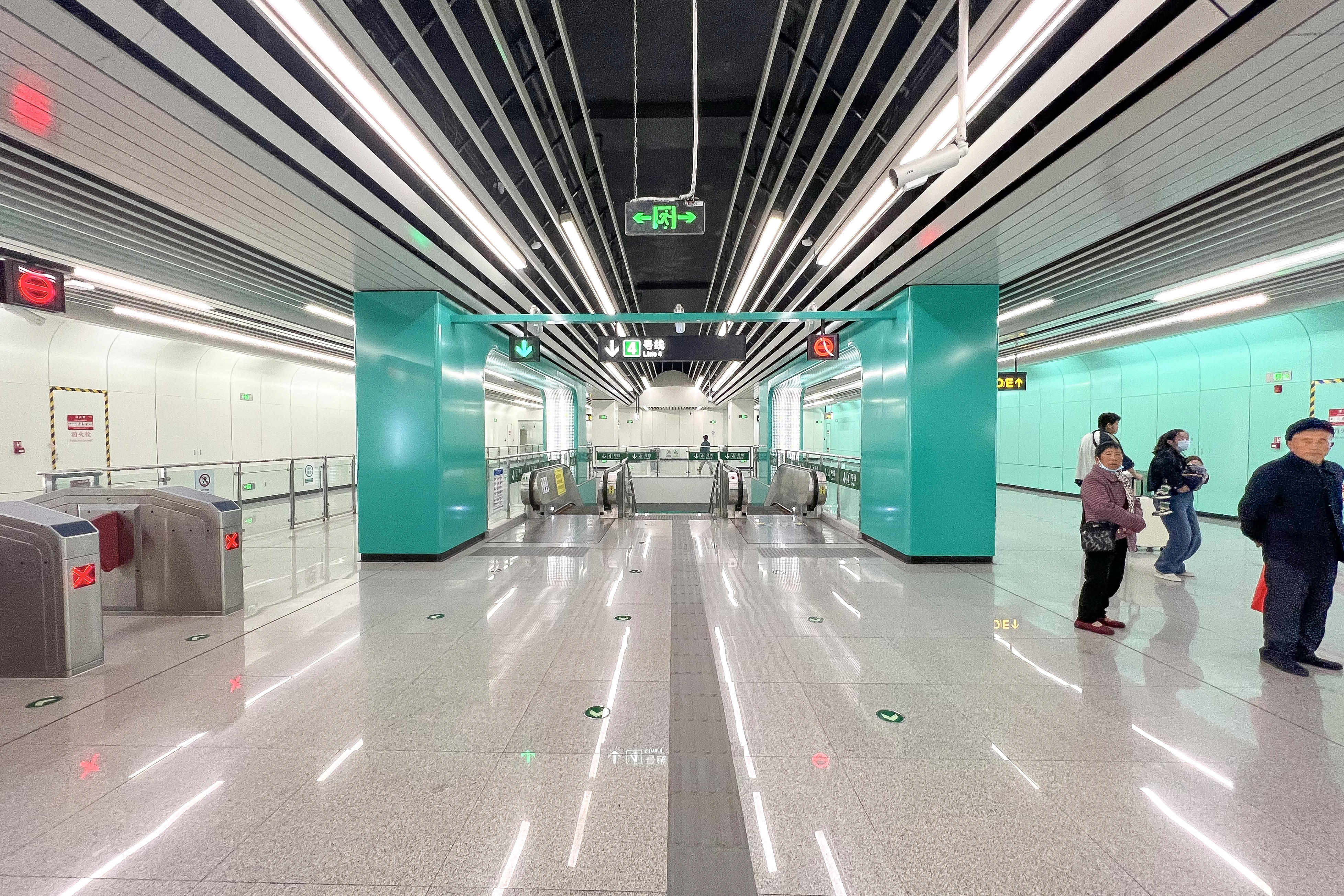
4号线东站厅
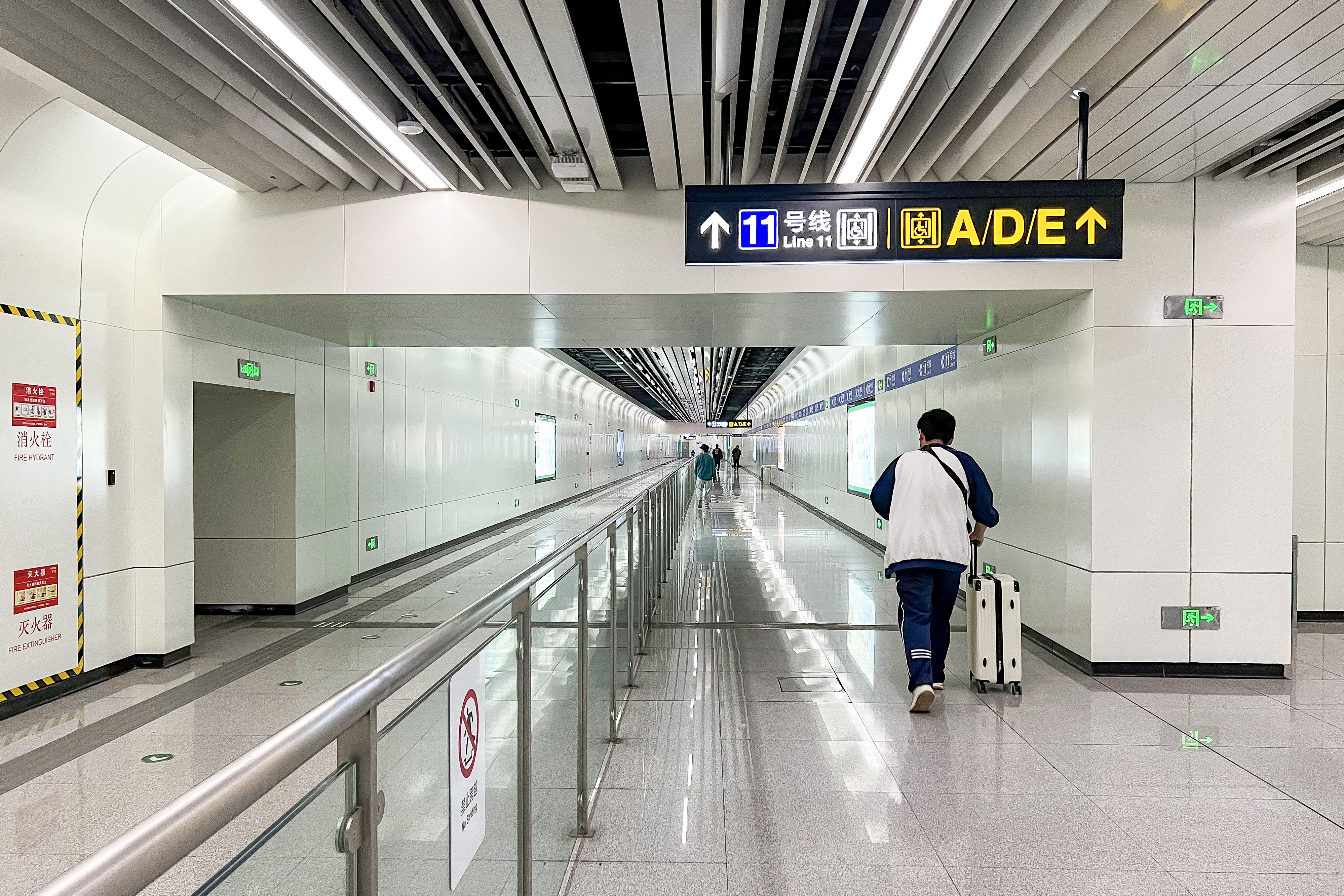
4号线东西站厅间连廊
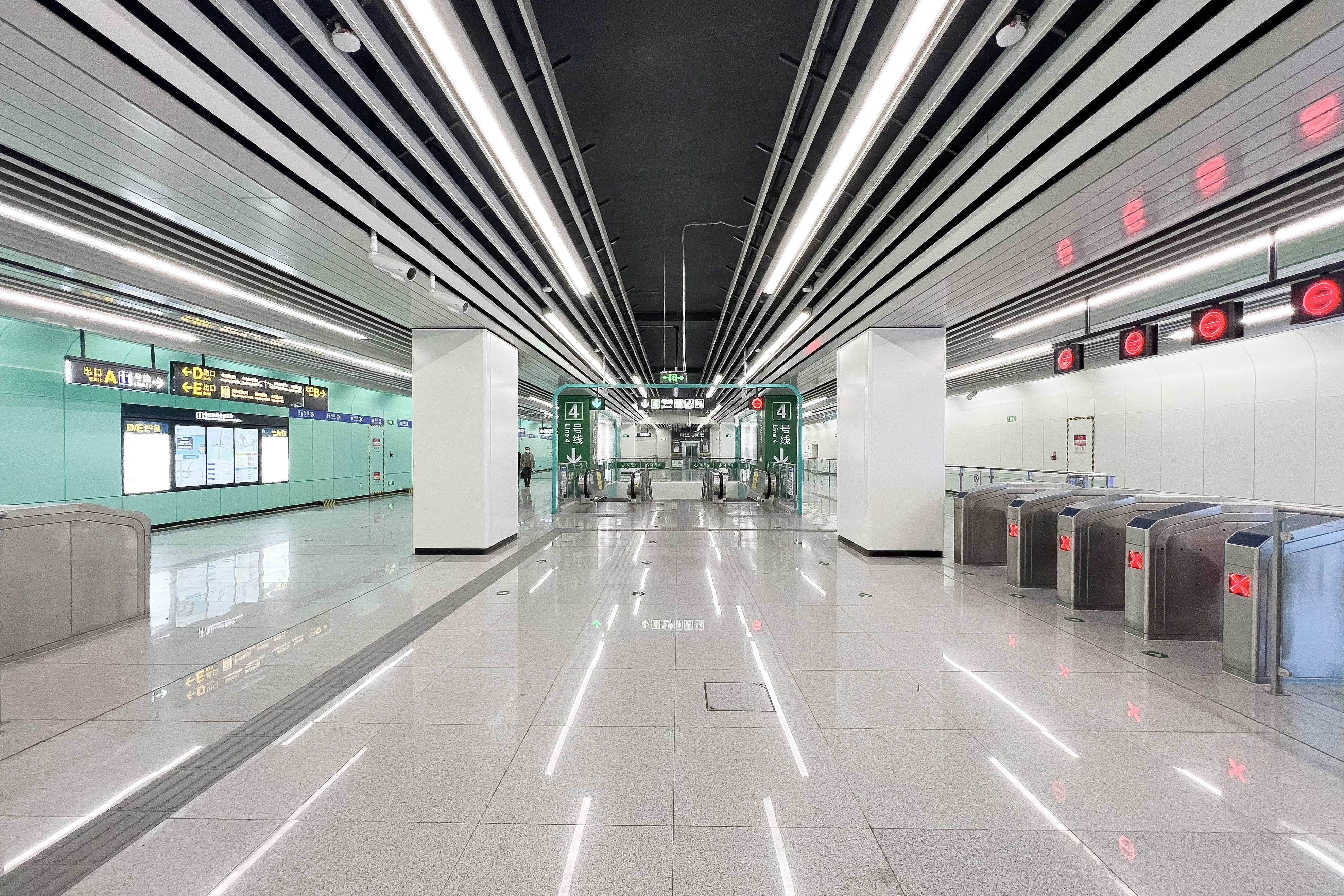
4号线西站厅
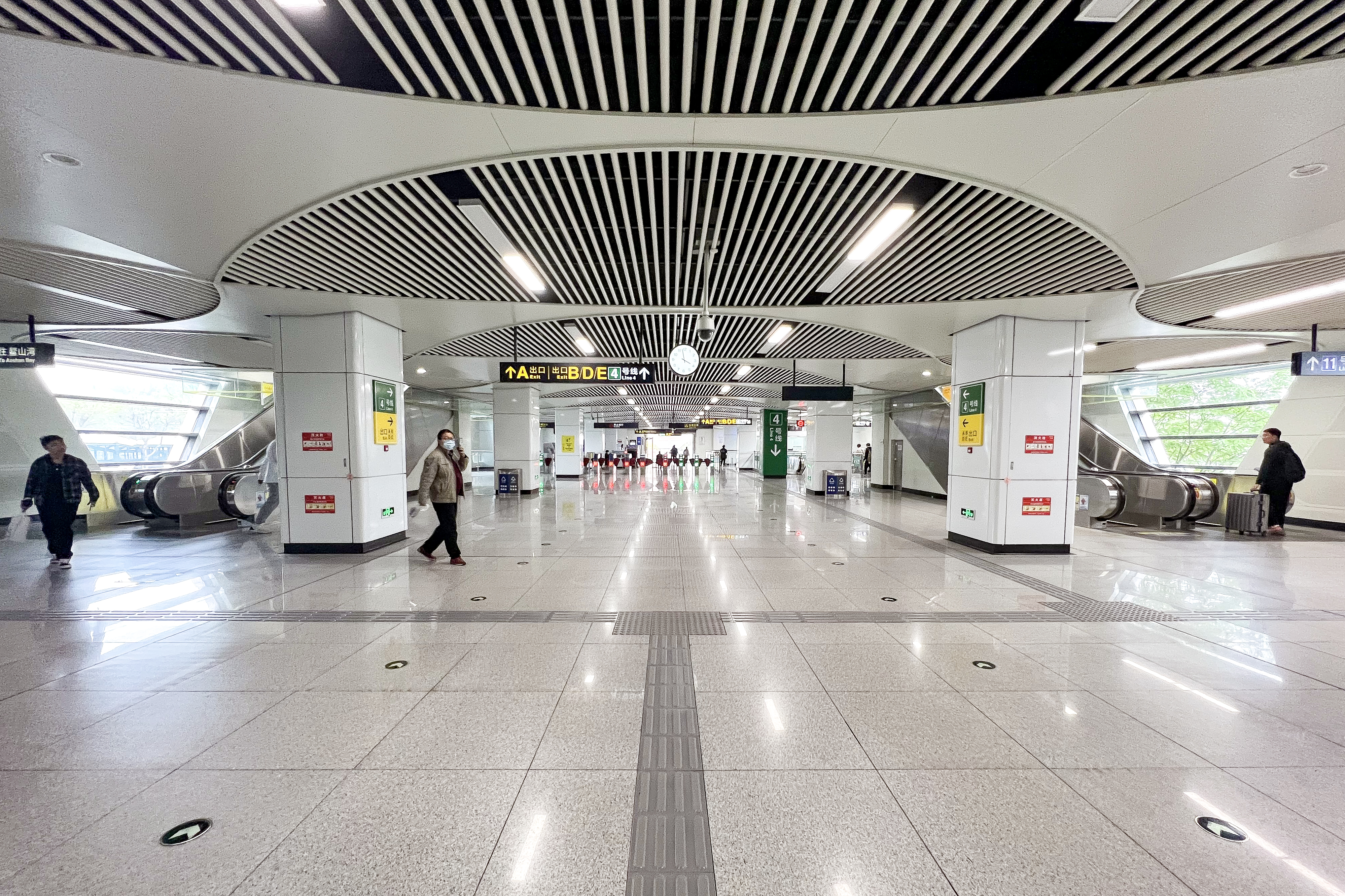
11号线站厅
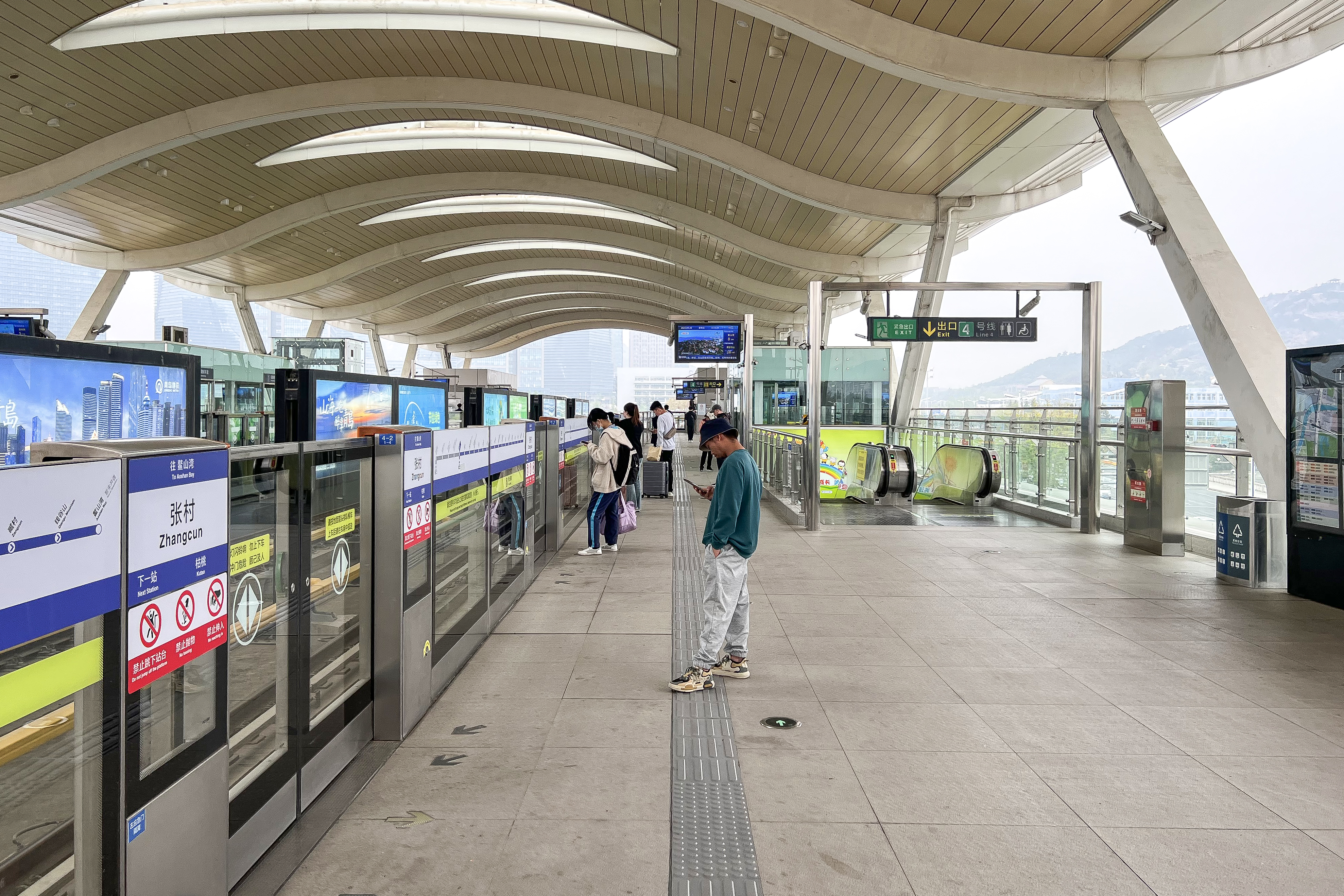
11号线钱谷山站方向站台
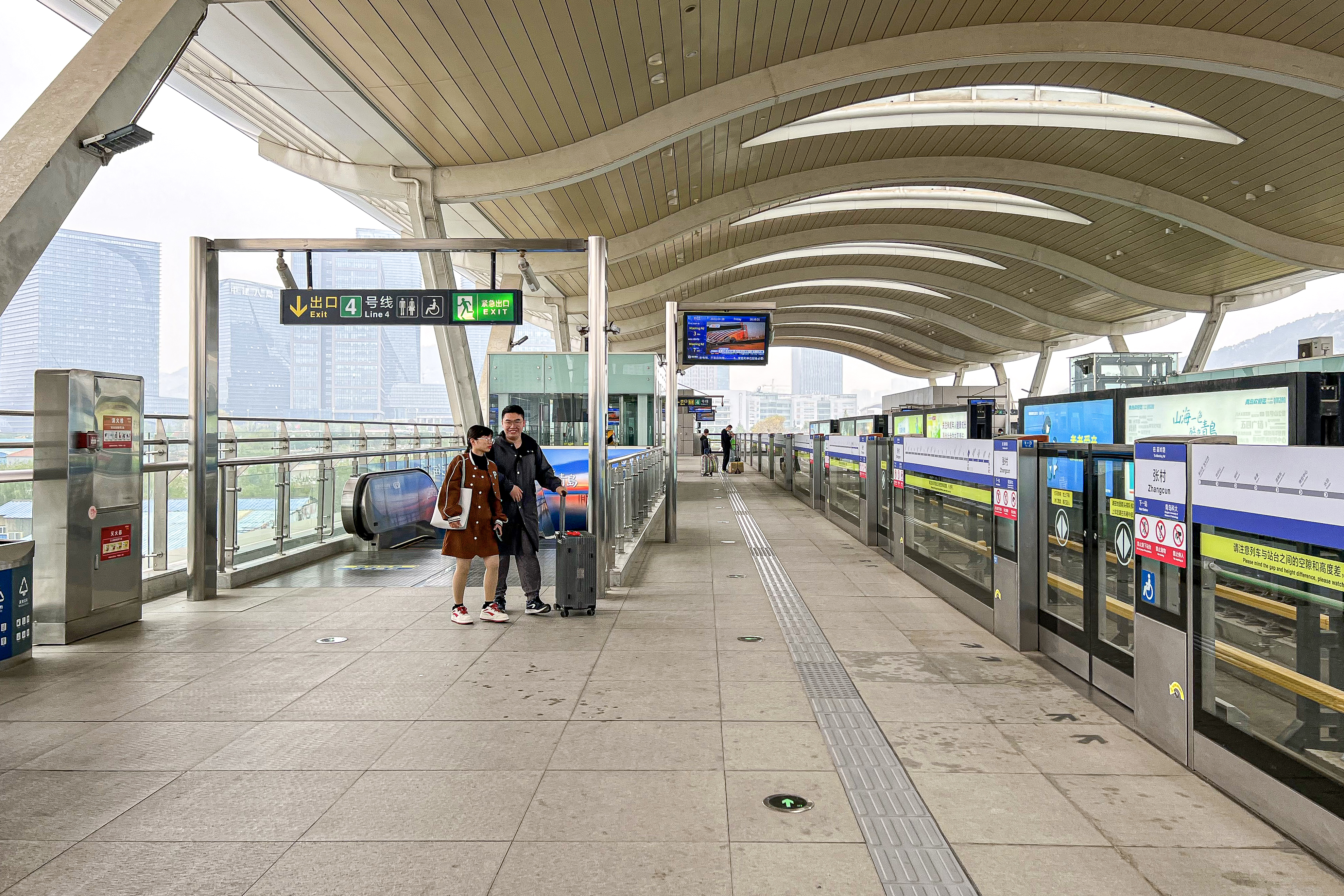
11号线苗岭路站方向站台